# María del Carmen Cortés y Santa Anna
María del Carmen Abraham Cortés y Santa Anna (Xalapa, 16 de marzo de 1841 - Ibídem 14 de abril de 1872) fue una poeta, redactora, novelista y dramaturga xalapeña.

## Reseña biográfica
Fue una de las escritoras más importantes de la ciudad de Xalapa entre 1866 y hasta su muerte acaecida en el año de 1872. Hija de Doña Agustina Santa Anna de Cortés (1821-1859), quien fuera hija del político y militar Antonio López de Santa Anna.
Su padre Pedro Cortés fue quien la impulsó para publicar su primer poemario Ensayos poéticos dedicados a las bellas Jalapeñas, publicado en la ciudad de Coatepec, Veracruz; en la imprenta Rebolledo en abril de 1866. En ese mismo año publica en su ciudad natal la novela Julia o paseos matinales en Jalapa; en la cual narra el abuso sexual cometido a una mujer, quien es obligada a esconderse para evitar la humillación pública. Estos dos libros podrían ser considerados hasta el momento, como el primer poemario y la primera novela publicada por una mujer en el México Independiente. 
Su obra poética sirvió al pueblo local, siendo solicitada en diferentes eventos políticos como la llegada de Maximiliano y Carlota al puerto de Veracruz en el año de 1864 o la llegada de Francisco Suárez Peredo, quien se convertiría en el primer obispo de Veracruz en ese mismo año.
Para 1869 radica en el puerto de Veracruz para colaborar en el periódico literario Violetas, redactado por los escritores Manuel Díaz Mirón y Rafael de Zayas Enríquez.
En el año de 1871, junto con los escritores xalapeños Daniel Díaz Casas, Vicente R. Casas y Ricardo Domínguez publica el periódico literario La Bohemia Jalapeña, contando con la colaboración de otras y otros poetas locales. Dicho periódico solo tuvo dos meses de circulación. 
Para 1872, fue parte de la asociación dramática, filarmónica y literaria El Edén de las Musas.
Muere en su ciudad natal el 14 de abril de 1872 a los 31 años de edad a causa de asma. Sus ritos funerarios fueron llevados a cabo en la Parroquia de San José de esa misma ciudad.
Se desconoce dónde descansan sus restos.

## Periódicos literarios donde publicó su obra poética
- Violetas (1869)
- El Renacimiento (1869)
- La Bohemia Jalapeña (1871)
- El Eco de Ambos Mundos (1872)

## Obra literaria
- Ensayos poéticos dedicados a las bellas jalapeñas, 1866 (Poemario)
- Escenas Mexicanas, 1866 (Teatro)
- Julia o paseos matinales en Jalapa, 1866 (Novela)
- La Unión en el sepulcro, 1869 (Cuento)

## Obras sobre María del Carmen Cortés
En el año de 2020, la compañía teatral ANDRONICUS MX, estrenó la obra teatral "El Edén de las Musas" inspirada en la vida y obra de esta autora y su relación con la también poeta María Herrera Rodríguez. Escrita y dirigida por Francisco Jácome García, protagonizada por la actriz Karen Alú Martínez y musicalizada por el pianista y arreglista Adrián Hernández Barrios.